# Ernest Sambou
Ernest Sambou, né le 22 décembre 1947 à Cadjinol est évêque catholique sénégalais, évêque de Saint-Louis de 2003 à 2023.

## Biographie
Ernest Sambou est né le 22 décembre 1947 à Cadjinol au Sénégal dans le département d'Oussouye en Casamance, dans le diocèse de Ziguinchor. Il étudie au Sénégal et en France à l'Institut catholique de Toulouse, il y obtient un doctorat en théologie. 
Il est ordonné prêtre le 29 décembre 1975. Il exerce par la suite les fonctions de formateur au petit séminaire de Ziguinchor, puis de responsable des relations islamo-chrétiennes, de directeur diocésain de l'enseignement catholique et Professeur de théologie et de philosophie. Il devient recteur de l'Université catholique de l'Afrique de l'Ouest à Abidjan en Côte d'Ivoire.

### Épiscopat
Le 22 février 2003, le pape Jean-Paul II le nomme évêque ordinaire du diocèse de Saint-Louis. Il est ordonné évêque le 29 juin 2003 par Pierre Sagna ; Les co-consécrateurs sont le Cardinal Théodore-Adrien Sarr, archevêque de Dakar, et Laurent Akran Mandjo, évêque du diocèse de Yopougon.
Le 12 janvier 2023, le pape François accepte sa démission de sa poste d'évêque,,.